# ليو روميرو
ليو روميرو (بالإنجليزية: Leo Romero)‏ هو متزلج لوحي أمريكي، ولد في 28 نوفمبر 1986.